# 21219 Mascagni
21219 Mascagni este un asteroid din centura principală de asteroizi.

## Descriere
21219 Mascagni este un asteroid din centura principală de asteroizi. A fost descoperit pe 28 noiembrie 1994 la Colleverde de Vincenzo Silvano Casulli. Asteroidul prezintă o orbită caracterizată de o semiaxă mare de 3,09 ua, o excentricitate de 0,13 și o înclinație de 2,4° în raport cu ecliptica.